# Campionato mondiale maschile di hockey su pista Angola 2013
Il Campionato del Mondo 2013 è stata la 41ª edizione del campionato del mondo di hockey su pista; la manifestazione è stata disputata in Angola a Luanda e Namibe dal 20 al 28 settembre 2013.

La competizione fu organizzata dalla Fédération Internationale de Roller Sports.

Il torneo è stato vinto dalla nazionale spagnola per la 16ª volta nella sua storia.

## Città ospitanti e impianti sportivi
| CITTÀ  | IMPIANTO                              | CAPIENZA |
| Luanda | Pavilhão Multiusos de Luanda          | 12.700   |
| Namibe | Pavilhao Arena Weliwítschia Mirabilis | 3.000    |

## Prima fase

### Girone A

#### Risultati
| Luanda 22 settembre 2013, ore 17:30 UTC+1 | Austria   | 0 – 9 (0 - 5) referto | Brasile | Pavilhão Multiusos de Luanda |
| Marcatori Cláudio Filho ?’ (1-0) Jurandir da Silva ?’ (2-0) Cláudio Filho ?’ (3-0) Jurandir da Silva ?’ (4-0) Cláudio Filho 26’ (5-0) Cláudio Filho 27’ (6-0) Jurandir da Silva 33’ (7-0) Cláudio Filho 34’ (8-0) Diego Dias 43’ (9-0) |           | |         |                              |
| |           | |         |                              |
| | Marcatori | Cláudio Filho ?’ (1-0) Jurandir da Silva ?’ (2-0) Cláudio Filho ?’ (3-0) Jurandir da Silva ?’ (4-0) Cláudio Filho 26’ (5-0) Cláudio Filho 27’ (6-0) Jurandir da Silva 33’ (7-0) Cláudio Filho 34’ (8-0) Diego Dias 43’ (9-0) |         |                              |

| Luanda 22 settembre 2013, ore 19:30 UTC+1 | Spagna    | 9 – 1 (1 - 0) referto          | Svizzera | Pavilhão Multiusos de Luanda |
| Marc Gual 2’ (1-0) Josep Selva 32’ (2-0) Toni Perez 37’ (3-0) Toni Perez 41’ (4-0) Jordi Bargalló 42’ (5-0) Jordi Adroher 44’ (6-0) Jordi Adroher 47’ (7-1) Jordi Bargalló 48’ (8-1) Jordi Adroher 48’ (9-1) Marcatori 46’ (6-1) Valerian von Daniken |           |                                |          |                              |
| |           |                                |          |                              |
| Marc Gual 2’ (1-0) Josep Selva 32’ (2-0) Toni Perez 37’ (3-0) Toni Perez 41’ (4-0) Jordi Bargalló 42’ (5-0) Jordi Adroher 44’ (6-0) Jordi Adroher 47’ (7-1) Jordi Bargalló 48’ (8-1) Jordi Adroher 48’ (9-1)                                          | Marcatori | 46’ (6-1) Valerian von Daniken |          |                              |

| Luanda 23 settembre 2013, ore 15:30 UTC+1 | Svizzera  | 2 – 4 (0 - 1) referto                                                                               | Brasile | Pavilhão Multiusos de Luanda |
| Pascal Kissling ?’ (1-4) Pascal Kissling ?’ (2-4) Marcatori Jurandir da Silva ?’ (0-1) Cláudio Filho ?’ (0-2) Cláudio Filho ?’ (0-3) Jurandir da Silva ?’ (0-4) |           | |         |                              |
| |           | |         |                              |
| Pascal Kissling ?’ (1-4) Pascal Kissling ?’ (2-4) | Marcatori | Jurandir da Silva ?’ (0-1) Cláudio Filho ?’ (0-2) Cláudio Filho ?’ (0-3) Jurandir da Silva ?’ (0-4) |         |                              |

| Luanda 23 settembre 2013, ore 17:30 UTC+1 | Austria   | 0 – 11 (0 - 3) referto | Spagna | Pavilhão Multiusos de Luanda |
| Marcatori Josep Selva ?’ (0-1) Josep Selva ?’ (0-2) Josep Selva ?’ (0-3) Marc Gual ?’ (0-4) Marc Gual ?’ (0-5) Toni Perez ?’ (0-6) Toni Perez ?’ (0-7) Jordi Adroher ?’ (0-8) Jordi Bargalló ?’ (0-9) Pedro Gil Gómez ?’ (0-10) Eric Torner ?’ (0-11) |           | |        |                              |
| |           | |        |                              |
| | Marcatori | Josep Selva ?’ (0-1) Josep Selva ?’ (0-2) Josep Selva ?’ (0-3) Marc Gual ?’ (0-4) Marc Gual ?’ (0-5) Toni Perez ?’ (0-6) Toni Perez ?’ (0-7) Jordi Adroher ?’ (0-8) Jordi Bargalló ?’ (0-9) Pedro Gil Gómez ?’ (0-10) Eric Torner ?’ (0-11) |        |                              |

| Luanda 24 settembre 2013, ore 17:30 UTC+1                 | Svizzera  | 2 – 0 (1 - 0) referto | Austria | Pavilhão Multiusos de Luanda |
| Marzio Vanina ?’ (1-0) Pascal Kissling ?’ (2-0) Marcatori |           |                       |         |                              |
|                                                           |           |                       |         |                              |
| Marzio Vanina ?’ (1-0) Pascal Kissling ?’ (2-0)           | Marcatori |                       |         |                              |

| Luanda 24 settembre 2013, ore 19:30 UTC+1 | Spagna    | 5 – 3 (2 - 2) referto                                                    | Brasile | Pavilhão Multiusos de Luanda |
| Marc Gual 3’ (1-0) Jordi Adroher 16’ (2-2) Pedro Gil Gómez 38’ (3-3) Pedro Gil Gómez 39’ (4-3) Pedro Gil Gómez 40’ (5-3) Marcatori Jurandir da Silva 11’ (1-1) Cláudio Filho 14’ (1-2) Diego Dias 26’ (2-3) |           |                                                                          |         |                              |
| |           |                                                                          |         |                              |
| Marc Gual 3’ (1-0) Jordi Adroher 16’ (2-2) Pedro Gil Gómez 38’ (3-3) Pedro Gil Gómez 39’ (4-3) Pedro Gil Gómez 40’ (5-3)                                                                                    | Marcatori | Jurandir da Silva 11’ (1-1) Cláudio Filho 14’ (1-2) Diego Dias 26’ (2-3) |         |                              |

#### Classifica
|    | Squadra  | PT | G | V | N | P | GF | GS | Diff. | Note |
| -- | -------- | -- | - | - | - | - | -- | -- | ----- | ---- |
| 1. | Spagna   | 9  | 3 | 3 | 0 | 0 | 24 | 4  | +21   |      |
| 2. | Brasile  | 6  | 3 | 2 | 0 | 1 | 16 | 7  | +9    |      |
| 3. | Svizzera | 3  | 3 | 1 | 0 | 2 | 5  | 13 | -8    |      |
| 4. | Austria  | 0  | 3 | 0 | 0 | 3 | 0  | 22 | -22   |      |

### Girone B

#### Risultati
| Namibe 22 settembre 2013, ore 16:45 UTC+1 | Germania  | 10 – 1 (5 - 0) referto   | Uruguay | Pavilhao Arena Weliwítschia Mirabilis |
| Felix Bender 4’ (1-0) Sérgio Pereira 4’ (2-0) Jorge Fonseca 6’ (3-0) Lucas Karschau 6’ (4-0) Yannick Peinke 10’ (5-0) ? ?’ (6-0) Sérgio Pereira 34’ (7-0) Kai Milewski 38’ (8-1) ? 43’ (9-1) Jonas Pink 44’ (10-1) Marcatori Mateo Scarpita 35’ (7-1) |           |                          |         |                                       |
| |           |                          |         |                                       |
| Felix Bender 4’ (1-0) Sérgio Pereira 4’ (2-0) Jorge Fonseca 6’ (3-0) Lucas Karschau 6’ (4-0) Yannick Peinke 10’ (5-0) ? ?’ (6-0) Sérgio Pereira 34’ (7-0) Kai Milewski 38’ (8-1) ? 43’ (9-1) Jonas Pink 44’ (10-1)                                    | Marcatori | Mateo Scarpita 35’ (7-1) |         |                                       |

| Namibe 22 settembre 2013, ore 18:30 UTC+1                                                               | Francia   | 1 – 3 (0 - 1) referto                                                  | Argentina | Pavilhao Arena Weliwítschia Mirabilis |
| Wilfried Roux ?’ (1-2) Marcatori Mario Rodriguez ?’ (0-1) Carlos Nicolía ?’ (0-2) Carlos López ?’ (1-3) |           |                                                                        |           |                                       |
| |           |                                                                        |           |                                       |
| Wilfried Roux ?’ (1-2)                                                                                  | Marcatori | Mario Rodriguez ?’ (0-1) Carlos Nicolía ?’ (0-2) Carlos López ?’ (1-3) |           |                                       |

| Namibe 23 settembre 2013, ore 15:00 UTC+1 | Argentina | 5 – 2 referto                               | Germania | Pavilhao Arena Weliwítschia Mirabilis |
| Emanuel García ?’ (?) Emanuel García ?’ (?) Dario Gimenez ?’ (?) Carlos López ?’ (?) Matías Pascual ?’ (?) Marcatori Yannick Peinke ?’ (?) Andreas Paczia ?’ (?) |           |                                             |          |                                       |
| |           |                                             |          |                                       |
| Emanuel García ?’ (?) Emanuel García ?’ (?) Dario Gimenez ?’ (?) Carlos López ?’ (?) Matías Pascual ?’ (?)                                                       | Marcatori | Yannick Peinke ?’ (?) Andreas Paczia ?’ (?) |          |                                       |

| Namibe 23 settembre 2013, ore 16:45 UTC+1 | Uruguay   | 0 – 13 referto | Francia | Pavilhao Arena Weliwítschia Mirabilis |
| Marcatori Anthony Weber ?’ (0-1) Anthony Weber ?’ (0-2) Anthony Weber ?’ (0-3) Abreu David ?’ (0-4) Abreu David ?’ (0-5) Cirilo Garcia ?’ (0-6) Cirilo Garcia ?’ (0-7) Omar Nedder ?’ (0-8) Omar Nedder ?’ (0-9) Wilfried Roux ?’ (0-10) Wilfried Roux ?’ (0-11) Mathieu Le Roux ?’ (0-12) Alberto Moralès ?’ (0-13) |           | |         |                                       |
| |           | |         |                                       |
| | Marcatori | Anthony Weber ?’ (0-1) Anthony Weber ?’ (0-2) Anthony Weber ?’ (0-3) Abreu David ?’ (0-4) Abreu David ?’ (0-5) Cirilo Garcia ?’ (0-6) Cirilo Garcia ?’ (0-7) Omar Nedder ?’ (0-8) Omar Nedder ?’ (0-9) Wilfried Roux ?’ (0-10) Wilfried Roux ?’ (0-11) Mathieu Le Roux ?’ (0-12) Alberto Moralès ?’ (0-13) |         |                                       |

| Namibe 24 settembre 2013, ore 15:00 UTC+1 | Francia   | 1 – 0 (1 - 0) referto | Germania | Pavilhao Arena Weliwítschia Mirabilis |
| Anthony Weber ?’ (1-0) Marcatori          |           |                       |          |                                       |
|                                           |           |                       |          |                                       |
| Anthony Weber ?’ (1-0)                    | Marcatori |                       |          |                                       |

| Namibe 24 settembre 2013, ore 16:45 UTC+1 | Argentina | 8 – 0 (3 - 0) referto | Uruguay | Pavilhao Arena Weliwítschia Mirabilis |
| Mario Rodriguez ?’ (1-0) Matías Pascual ?’ (2-0) Matías Pascual ?’ (3-0) Carlos López ?’ (4-0) Dario Gimenez ?’ (5-0) Matias Platero ?’ (6-0) Emanuel García ?’ (7-0) Dario Gimenez ?’ (8-0) Marcatori |           |                       |         |                                       |
| |           |                       |         |                                       |
| Mario Rodriguez ?’ (1-0) Matías Pascual ?’ (2-0) Matías Pascual ?’ (3-0) Carlos López ?’ (4-0) Dario Gimenez ?’ (5-0) Matias Platero ?’ (6-0) Emanuel García ?’ (7-0) Dario Gimenez ?’ (8-0)           | Marcatori |                       |         |                                       |

#### Classifica
|    | Squadra   | PT | G | V | N | P | GF | GS | Diff. | Note |
| -- | --------- | -- | - | - | - | - | -- | -- | ----- | ---- |
| 1. | Argentina | 9  | 3 | 3 | 0 | 0 | 16 | 3  | +13   |      |
| 2. | Francia   | 6  | 3 | 2 | 0 | 1 | 15 | 3  | +12   |      |
| 3. | Germania  | 3  | 3 | 1 | 0 | 2 | 12 | 7  | +5    |      |
| 4. | Uruguay   | 0  | 3 | 0 | 0 | 3 | 1  | 31 | -30   |      |

### Girone C

#### Risultati
| Arbitri: | Gianni Fermi Leandro Agra |

| |           |                                                    |
| Anacleto Silva 4’ (1-0) Joao Pinto 5’ (2-0) Joao Pinto 9’ (3-0) Humberto Mendes 13’ (4-0) Martín Payero 17’ (5-0) João Vieira 32’ (6-1) Martín Payero 36’ (7-1) João Vieira 43’ (8-2) | Marcatori | Adilson Correia 31’ (5-1) Michael Guerra 40’ (7-2) |

| Luanda 22 settembre 2013, ore 21:15 UTC+1 | Portogallo | 5 – 3 (1 - 1) referto                                                             | Cile | Pavilhão Multiusos de Luanda |
| Luís Viana 18’ (1-0) Luís Viana 26’ (2-1) Luís Viana 29’ (3-1) Diogo Rafael 30’ (4-1) João Rodrigues 32’ (5-2) Marcatori Nicolás Fernandez 19’ (1-1) Nicolás Fernandez 31’ (4-2) Nicolás Carmona 41’ (5-3) |            |                                                                                   |      |                              |
| |            |                                                                                   |      |                              |
| Luís Viana 18’ (1-0) Luís Viana 26’ (2-1) Luís Viana 29’ (3-1) Diogo Rafael 30’ (4-1) João Rodrigues 32’ (5-2)                                                                                             | Marcatori  | Nicolás Fernandez 19’ (1-1) Nicolás Fernandez 31’ (4-2) Nicolás Carmona 41’ (5-3) |      |                              |

| Luanda 23 settembre 2013, ore 19:30 UTC+1 | Sudafrica | 2 – 21 (1 - 8) referto | Portogallo | Pavilhão Multiusos de Luanda |
| Justín da Costa ?’ (1-6) Leandro Araújo ?’ (2-14) Marcatori Jorge Silva ?’ (0-1) Jorge Silva ?’ (0-2) Ricardo Barreiros ?’ (0-3) Gonçalo Alves ?’ (0-4) João Rodrigues ?’ (0-5) João Rodrigues ?’ (0-6) João Rodrigues ?’ (1-7) João Rodrigues ?’ (1-8) Diogo Rafael ?’ (1-9) Jorge Silva ?’ (1-10) Jorge Silva ?’ (1-11) Ricardo Barreiros ?’ (1-12) Jorge Silva ?’ (1-13) Jorge Silva ?’ (1-14) Jorge Silva ?’ (2-15) Luis Viana ?’ (2-16) Luis Viana ?’ (2-17) Helder Nunes ?’ (2-18) Luis Viana ?’ (2-19) Luis Viana ?’ (2-20) João Rodrigues ?’ (2-21) |           | |            |                              |
| |           | |            |                              |
| Justín da Costa ?’ (1-6) Leandro Araújo ?’ (2-14) | Marcatori | Jorge Silva ?’ (0-1) Jorge Silva ?’ (0-2) Ricardo Barreiros ?’ (0-3) Gonçalo Alves ?’ (0-4) João Rodrigues ?’ (0-5) João Rodrigues ?’ (0-6) João Rodrigues ?’ (1-7) João Rodrigues ?’ (1-8) Diogo Rafael ?’ (1-9) Jorge Silva ?’ (1-10) Jorge Silva ?’ (1-11) Ricardo Barreiros ?’ (1-12) Jorge Silva ?’ (1-13) Jorge Silva ?’ (1-14) Jorge Silva ?’ (2-15) Luis Viana ?’ (2-16) Luis Viana ?’ (2-17) Helder Nunes ?’ (2-18) Luis Viana ?’ (2-19) Luis Viana ?’ (2-20) João Rodrigues ?’ (2-21) |            |                              |

| Luanda 23 settembre 2013, ore 21:15 UTC+1 | Cile                 | 1 – 1 (d.t.s.) (0 - 1) referto                          | Angola | Pavilhão Multiusos de Luanda |
| Filipe Castro ?’ (1-1) Marcatori João Vieira ?’ (0-1) Juan Dias Filipe Castro Nicolás Fernandez Tiri di rigore 2 – 0 João Vieira André Centeno Humberto Mendes Martín Payero |                      |                                                         |        |                              |
| |                      |                                                         |        |                              |
| Filipe Castro ?’ (1-1) | Marcatori            | João Vieira ?’ (0-1)                                    |        |                              |
| Juan Dias Filipe Castro Nicolás Fernandez | Tiri di rigore 2 – 0 | João Vieira André Centeno Humberto Mendes Martín Payero |        |                              |

| Luanda 24 settembre 2013, ore 15:30 UTC+1 | Sudafrica | 3 – 10 referto | Cile | Pavilhão Multiusos de Luanda |

| Luanda 24 settembre 2013, ore 21:15 UTC+1 | Angola    | 1 – 5 (1 - 2) referto | Portogallo | Pavilhão Multiusos de Luanda |
| Martín Payero 18’ (1-2) Marcatori Ricardo Barreiros 3’ (0-1) Ricardo Barreiros 6’ (0-2) Diogo Rafael 30’ (1-3) Helder Nunes 35’ (1-4) Luis Viana 55’ (1-5) |           | |            |                              |
| |           | |            |                              |
| Martín Payero 18’ (1-2) | Marcatori | Ricardo Barreiros 3’ (0-1) Ricardo Barreiros 6’ (0-2) Diogo Rafael 30’ (1-3) Helder Nunes 35’ (1-4) Luis Viana 55’ (1-5) |            |                              |

#### Classifica
|    | Squadra    | PT | G | V | N | P | GF | GS | Diff. | Note |
| -- | ---------- | -- | - | - | - | - | -- | -- | ----- | ---- |
| 1. | Portogallo | 9  | 3 | 3 | 0 | 0 | 31 | 6  | +25   |      |
| 2. | Cile       | 6  | 3 | 2 | 0 | 1 | 16 | 9  | +7    |      |
| 3. | Angola     | 3  | 3 | 1 | 0 | 2 | 10 | 10 | 0     |      |
| 4. | Sudafrica  | 0  | 3 | 0 | 0 | 3 | 7  | 39 | -32   |      |

### Girone D

#### Risultati
| Namibe 22 settembre 2013, ore 15:00 UTC+1 | Stati Uniti          | 4 – 4 (d.t.s.) (3 - 3) referto                                                                       | Colombia | Pavilhao Arena Weliwítschia Mirabilis |
| Shaun Schmelcher 6’ (1-1) Shane Enlow 9’ (2-1) Dylan Sordahl 19’ (3-3) Shaun Schmelcher 55’ (4-4) Marcatori Daniel Restrepo 2’ (0-1) Jonathan Orozco 14’ (2-2) Camilo Trujillo 16’ (2-3) Esteban Campo 28’ (3-4) Josh Englund Nic Robinson Shaun Schmelcher Lucas Thompson Dylan Sordahl Josh Englund Tiri di rigore 3 – 2 Camilo Trujillo Esteban Campo Daniel Restrepo José Naranjo Raúl Raigosa Raúl Raigosa |                      | |          |                                       |
| |                      | |          |                                       |
| Shaun Schmelcher 6’ (1-1) Shane Enlow 9’ (2-1) Dylan Sordahl 19’ (3-3) Shaun Schmelcher 55’ (4-4) | Marcatori            | Daniel Restrepo 2’ (0-1) Jonathan Orozco 14’ (2-2) Camilo Trujillo 16’ (2-3) Esteban Campo 28’ (3-4) |          |                                       |
| Josh Englund Nic Robinson Shaun Schmelcher Lucas Thompson Dylan Sordahl Josh Englund | Tiri di rigore 3 – 2 | Camilo Trujillo Esteban Campo Daniel Restrepo José Naranjo Raúl Raigosa                              |          |                                       |

| Namibe 22 settembre 2013, ore 20:15 UTC+1                                                                                         | Italia    | 4 – 1 (1 - 0) referto | Mozambico | Pavilhao Arena Weliwítschia Mirabilis |
| Miguel Nicolas 9’ (1-0) Gaston De Oro 29’ (2-0) Miguel Nicolas 42’ (3-1) Davide Motaran 44’ (4-1) Marcatori Nuno Araújo 36’ (2-1) |           |                       |           |                                       |
| |           |                       |           |                                       |
| Miguel Nicolas 9’ (1-0) Gaston De Oro 29’ (2-0) Miguel Nicolas 42’ (3-1) Davide Motaran 44’ (4-1)                                 | Marcatori | Nuno Araújo 36’ (2-1) |           |                                       |

| Namibe 23 settembre 2013, ore 16:30 UTC+1 | Mozambico | 4 – 2 referto                                 | Stati Uniti | Pavilhao Arena Weliwítschia Mirabilis |
| Bruno Pinto ?’ (1-1) Ivan Esculudes ?’ (2-1) Bruno Pinto ?’ (3-1) Ivan Esculudes ?’ (4-1) Marcatori Dylan Sordahl ?’ (0-1) Dylan Sordahl ?’ (4-2) |           |                                               |             |                                       |
| |           |                                               |             |                                       |
| Bruno Pinto ?’ (1-1) Ivan Esculudes ?’ (2-1) Bruno Pinto ?’ (3-1) Ivan Esculudes ?’ (4-1)                                                         | Marcatori | Dylan Sordahl ?’ (0-1) Dylan Sordahl ?’ (4-2) |             |                                       |

| Namibe 23 settembre 2013, ore 20:15 UTC+1 | Colombia  | 3 – 5 (1 - 2) referto | Italia | Pavilhao Arena Weliwítschia Mirabilis |
| George Hincapie 5’ (1-1) David Acosta 26’ (2-2) Camilo Trujillo 33’ (3-3) Marcatori Mattia Cocco 1’ (0-1) Mattia Cocco 19’ (1-2) Gaston De Oro 28’ (2-3) Diego Nicoletti 40’ (3-4) Federico Ambrosio 41’ (3-5) |           | |        |                                       |
| |           | |        |                                       |
| George Hincapie 5’ (1-1) David Acosta 26’ (2-2) Camilo Trujillo 33’ (3-3) | Marcatori | Mattia Cocco 1’ (0-1) Mattia Cocco 19’ (1-2) Gaston De Oro 28’ (2-3) Diego Nicoletti 40’ (3-4) Federico Ambrosio 41’ (3-5) |        |                                       |

| Namibe 24 settembre 2013, ore 18:30 UTC+1 | Colombia  | 1 – 5 (1 - 3) referto                                                                                                | Mozambico | Pavilhao Arena Weliwítschia Mirabilis |
| Camilo Trujillo ?’ (1-2) Marcatori Nuno Araújo ?’ (0-1) Mário Rodrigues ?’ (0-2) Nuno Araújo ?’ (1-3) Mário Rodrigues ?’ (1-4) Mário Rodrigues ?’ (1-5) |           | |           |                                       |
| |           | |           |                                       |
| Camilo Trujillo ?’ (1-2) | Marcatori | Nuno Araújo ?’ (0-1) Mário Rodrigues ?’ (0-2) Nuno Araújo ?’ (1-3) Mário Rodrigues ?’ (1-4) Mário Rodrigues ?’ (1-5) |           |                                       |

| Namibe 24 settembre 2013, ore 20:15 UTC+1 | Stati Uniti | 0 – 10 (0 - 6) referto | Italia | Pavilhao Arena Weliwítschia Mirabilis |
| Marcatori Diego Nicoletti 2’ (0-1) Federico Ambrosio 6’ (0-2) Federico Ambrosio 11’ (0-3) Gaston De Oro 15’ (0-4) Gaston De Oro 16’ (0-5) Mattia Cocco 17’ (0-6) Sergio Festa 30’ (0-7) Mattia Cocco 35’ (0-8) Domenico Iluzzi 38’ (0-9) Miguel Nicolas 45’ (0-10) |             | |        |                                       |
| |             | |        |                                       |
| | Marcatori   | Diego Nicoletti 2’ (0-1) Federico Ambrosio 6’ (0-2) Federico Ambrosio 11’ (0-3) Gaston De Oro 15’ (0-4) Gaston De Oro 16’ (0-5) Mattia Cocco 17’ (0-6) Sergio Festa 30’ (0-7) Mattia Cocco 35’ (0-8) Domenico Iluzzi 38’ (0-9) Miguel Nicolas 45’ (0-10) |        |                                       |

#### Classifica
|    | Squadra     | PT | G | V | N | P | GF | GS | Diff. | Note |
| -- | ----------- | -- | - | - | - | - | -- | -- | ----- | ---- |
| 1. | Italia      | 9  | 3 | 3 | 0 | 0 | 19 | 4  | +15   |      |
| 2. | Mozambico   | 6  | 3 | 2 | 0 | 1 | 10 | 7  | +3    |      |
| 3. | Stati Uniti | 3  | 3 | 1 | 0 | 2 | 9  | 20 | -11   |      |
| 4. | Colombia    | 0  | 3 | 0 | 0 | 3 | 10 | 17 | -7    |      |

## Fase finale

### Fase 1º - 8º posto

#### Tabellone principale
|  | Quarti di finale | Quarti di finale |              |            | Semifinali      | Semifinali      |  |  | Finale       | Finale |
|  |                  |                  |              |            |                 |                 |  |  |              |        |
|  | 26 settembre     |                  |              |            |                 |                 |  |  |              |        |
|  |                  |                  |              |            |                 |                 |  |  |              |        |
|  | Spagna           | 5                |              |            |                 |                 |  |  |              |        |
|  | Spagna           | 5                | 27 settembre |            |                 |                 |  |  |              |        |
|  | Francia          | 3                |              |            |                 |                 |  |  |              |        |
|  | Francia          | 3                | Spagna       | 7          |                 |                 |  |  |              |        |
|  | 26 settembre     |                  | Spagna       | 7          |                 |                 |  |  |              |        |
|  |                  | Cile             | 0            |            |                 |                 |  |  |              |        |
|  | Italia           | Cile             | 0            | 1          |                 |                 |  |  |              |        |
|  | Italia           |                  | 28 settembre | 1          |                 |                 |  |  |              |        |
|  | Cile             | 2                |              |            |                 |                 |  |  |              |        |
|  | Cile             | 2                | Spagna       | 4          |                 |                 |  |  |              |        |
|  | 26 settembre     |                  | Spagna       | 4          |                 |                 |  |  |              |        |
|  |                  | Argentina        | 3            |            |                 |                 |  |  |              |        |
|  | Argentina        | Argentina        | 3            | 9          |                 |                 |  |  |              |        |
|  | Argentina        | 27 settembre     |              | 9          |                 |                 |  |  |              |        |
|  | Brasile          | 5                |              |            |                 |                 |  |  |              |        |
|  | Brasile          | 5                | Argentina    | 1          | Finale 3º posto | Finale 3º posto |  |  |              |        |
|  | 26 settembre     |                  | Argentina    | 1          | Finale 3º posto | Finale 3º posto |  |  |              |        |
|  |                  | Portogallo       | 0            |            |                 |                 |  |  |              |        |
|  | Portogallo       | Portogallo       | 0            | 6          | Cile            | 3               |  |  |              |        |
|  | Portogallo       |                  |              | 6          | Cile            | 3               |  |  |              |        |
|  | Mozambico        | 0                |              | Portogallo | 10              |                 |  |  |              |        |
|  | Mozambico        | 0                |              |            | 10              |                 |  |  |              |        |
|  |                  |                  |              |            |                 |                 |  |  | 28 settembre |        |
|  |                  |                  |              |            |                 |                 |  |  |              |        |

#### Quarti di finale
| Luanda 26 settembre 2013, ore 15:15 UTC+1 | Argentina | 9 – 5 (5 - 3) referto                                                                                                | Brasile | Pavilhão Multiusos de Luanda |
| Carlos Nicolía ?’ (1-2) Emanuel García ?’ (2-2) Emanuel García ?’ (3-3) Matias Platero ?’ (4-3) Emanuel García ?’ (5-3) Carlos López ?’ (6-5) Carlos López ?’ (7-5) Emanuel García ?’ (8-5) Matías Pascual ?’ (9-5) Marcatori Cláudio Filho ?’ (0-1) Jurandir da Silva ?’ (0-2) Cláudio Filho ?’ (2-3) Bruno Matos ?’ (5-4) Cláudio Filho ?’ (5-5) |           | |         |                              |
| |           | |         |                              |
| Carlos Nicolía ?’ (1-2) Emanuel García ?’ (2-2) Emanuel García ?’ (3-3) Matias Platero ?’ (4-3) Emanuel García ?’ (5-3) Carlos López ?’ (6-5) Carlos López ?’ (7-5) Emanuel García ?’ (8-5) Matías Pascual ?’ (9-5) | Marcatori | Cláudio Filho ?’ (0-1) Jurandir da Silva ?’ (0-2) Cláudio Filho ?’ (2-3) Bruno Matos ?’ (5-4) Cláudio Filho ?’ (5-5) |         |                              |

| Luanda 26 settembre 2013, ore 17:15 UTC+1 | Spagna    | 5 – 3 (3 - 0) referto                                                   | Francia | Pavilhão Multiusos de Luanda |
| Marc Gual 3’ (1-0) Jordi Adroher 13’ (2-0) Jordi Bargalló 16’ (3-0) Toni Perez 27’ (4-0) Jordi Bargalló 38’ (5-2) Marcatori Florent David 29’ (4-1) Wilfried Roux 36’ (4-2) Wilfried Roux 40’ (5-3) |           |                                                                         |         |                              |
| |           |                                                                         |         |                              |
| Marc Gual 3’ (1-0) Jordi Adroher 13’ (2-0) Jordi Bargalló 16’ (3-0) Toni Perez 27’ (4-0) Jordi Bargalló 38’ (5-2)                                                                                   | Marcatori | Florent David 29’ (4-1) Wilfried Roux 36’ (4-2) Wilfried Roux 40’ (5-3) |         |                              |

| Luanda 26 settembre 2013, ore 19:15 UTC+1                                                | Italia    | 1 – 2 (d.t.s.) (0 - 0) referto                        | Cile | Pavilhão Multiusos de Luanda |
| Diego Nicoletti ?’ (1-1) Marcatori Nicolas Carmona 32’ (0-1) Nicolás Fernandez 32’ (1-2) |           |                                                       |      |                              |
|                                                                                          |           |                                                       |      |                              |
| Diego Nicoletti ?’ (1-1)                                                                 | Marcatori | Nicolas Carmona 32’ (0-1) Nicolás Fernandez 32’ (1-2) |      |                              |

| Luanda 26 settembre 2013, ore 21:15 UTC+1 | Portogallo | 6 – 0 (4 - 0) referto | Mozambico | Pavilhão Multiusos de Luanda |
| Valter Neves 3’ (1-0) Diogo Rafael 9’ (2-0) Jorge Silva 13’ (3-0) João Rodrigues 18’ (4-0) Jorge Silva 42’ (5-0) Gonçalo Alves 43’ (6-0) Marcatori |            |                       |           |                              |
| |            |                       |           |                              |
| Valter Neves 3’ (1-0) Diogo Rafael 9’ (2-0) Jorge Silva 13’ (3-0) João Rodrigues 18’ (4-0) Jorge Silva 42’ (5-0) Gonçalo Alves 43’ (6-0)           | Marcatori  |                       |           |                              |

#### Semifinali 5º - 8º posto
| Luanda 27 settembre 2013, ore 15:15 UTC+1 | Brasile | 7 – 5 referto | Mozambico | Pavilhão Multiusos de Luanda |

| Luanda 27 settembre 2013, ore 19:15 UTC+1 | Francia   | 5 – 6 (3 - 1) referto | Italia | Pavilhão Multiusos de Luanda |
| Mathieu Le Roux 9’ (1-0) Cirilo Garcia 14’ (2-1) Anthony Weber 17’ (3-1) Anthony Weber 30’ (4-4) Anthony Weber 31’ (5-4) Marcatori Diego Nicoletti 12’ (1-1) Davide Motaran 23’ (3-2) Federico Ambrosio 24’ (3-3) Mattia Cocco 28’ (3-4) Federico Ambrosio 37’ (5-5) Domenico Iluzzi 40’ (5-6) |           | |        |                              |
| |           | |        |                              |
| Mathieu Le Roux 9’ (1-0) Cirilo Garcia 14’ (2-1) Anthony Weber 17’ (3-1) Anthony Weber 30’ (4-4) Anthony Weber 31’ (5-4) | Marcatori | Diego Nicoletti 12’ (1-1) Davide Motaran 23’ (3-2) Federico Ambrosio 24’ (3-3) Mattia Cocco 28’ (3-4) Federico Ambrosio 37’ (5-5) Domenico Iluzzi 40’ (5-6) |        |                              |

#### Semifinali 1º - 4º posto
| Luanda 27 settembre 2013, ore 17:15 UTC+1 | Spagna    | 7 – 0 (3 - 0) referto | Cile | Pavilhão Multiusos de Luanda |
| Jordi Adroher 13’ (1-0) Jordi Bargalló 13’ (2-0) Pedro Gil Gómez 15’ (3-0) Toni Perez 26’ (4-0) Marc Gual 27’ (5-0) Josep Selva 37’ (6-0) Enric Torner 37’ (7-0) Marcatori |           |                       |      |                              |
| |           |                       |      |                              |
| Jordi Adroher 13’ (1-0) Jordi Bargalló 13’ (2-0) Pedro Gil Gómez 15’ (3-0) Toni Perez 26’ (4-0) Marc Gual 27’ (5-0) Josep Selva 37’ (6-0) Enric Torner 37’ (7-0)           | Marcatori |                       |      |                              |

| Luanda 27 settembre 2013, ore 21:15 UTC+1 | Argentina | 1 – 0 (d.t.s.) (0 - 0) referto | Portogallo | Pavilhão Multiusos de Luanda |
| Carlos Nicolía 43’ (1-0) Marcatori        |           |                                |            |                              |
|                                           |           |                                |            |                              |
| Carlos Nicolía 43’ (1-0)                  | Marcatori |                                |            |                              |

#### Finali 7º - 8º posto
| Luanda 28 settembre 2013, ore 15:15 UTC+1 | Francia | 4 – 5 referto | Mozambico | Pavilhão Multiusos de Luanda |

#### Finali 5º - 6º posto
| Luanda 28 settembre 2013, ore 17:15 UTC+1                                                | Italia    | 2 – 1 (1 - 1) referto  | Brasile | Pavilhão Multiusos de Luanda |
| Federico Ambrosio 16’ (1-1) Federico Ambrosio 38’ (2-1) Marcatori Cláudio Filho 7’ (0-1) |           |                        |         |                              |
|                                                                                          |           |                        |         |                              |
| Federico Ambrosio 16’ (1-1) Federico Ambrosio 38’ (2-1)                                  | Marcatori | Cláudio Filho 7’ (0-1) |         |                              |

#### Finali 3º - 4º posto
| Luanda 28 settembre 2013, ore 19:15 UTC+1 | Cile | 3 – 10 (0 - 5) referto | Portogallo | Pavilhão Multiusos de Luanda |

#### Finali 1º - 2º posto
| Luanda 28 settembre 2013, ore 21:15 UTC+1 | Spagna    | 4 – 3 (2 - 0) referto                                                      | Argentina | Pavilhão Multiusos de Luanda |
| Jordi Adroher 3’ (1-0) Jordi Bargalló 10’ (2-0) Marc Gual 24’ (3-0) Pedro Gil Gómez 37’ (4-3) Marcatori Carlos Nicolía 32’ (3-1) Matias Platero 36’ (3-2) Carlos Nicolía 37’ (3-3) |           |                                                                            |           |                              |
| |           |                                                                            |           |                              |
| Jordi Adroher 3’ (1-0) Jordi Bargalló 10’ (2-0) Marc Gual 24’ (3-0) Pedro Gil Gómez 37’ (4-3)                                                                                      | Marcatori | Carlos Nicolía 32’ (3-1) Matias Platero 36’ (3-2) Carlos Nicolía 37’ (3-3) |           |                              |

### Fase 9º - 16º posto

#### Tabellone principale
|  | Quarti di finale | Quarti di finale |              |          | Semifinali       | Semifinali       |  |  | Finale 9º posto | Finale 9º posto |
|  |                  |                  |              |          |                  |                  |  |  |                 |                 |
|  | 26 settembre     |                  |              |          |                  |                  |  |  |                 |                 |
|  |                  |                  |              |          |                  |                  |  |  |                 |                 |
|  | Svizzera         | 16               |              |          |                  |                  |  |  |                 |                 |
|  | Svizzera         | 16               | 27 settembre |          |                  |                  |  |  |                 |                 |
|  | Uruguay          | 2                |              |          |                  |                  |  |  |                 |                 |
|  | Uruguay          | 2                | Svizzera     | 4        |                  |                  |  |  |                 |                 |
|  | 26 settembre     |                  | Svizzera     | 4        |                  |                  |  |  |                 |                 |
|  |                  | Sudafrica        | 2            |          |                  |                  |  |  |                 |                 |
|  | Stati Uniti      | Sudafrica        | 2            | 4        |                  |                  |  |  |                 |                 |
|  | Stati Uniti      |                  | 28 settembre | 4        |                  |                  |  |  |                 |                 |
|  | Sudafrica        | 6                |              |          |                  |                  |  |  |                 |                 |
|  | Sudafrica        | 6                | Svizzera     | 1        |                  |                  |  |  |                 |                 |
|  | 26 settembre     |                  | Svizzera     | 1        |                  |                  |  |  |                 |                 |
|  |                  | Angola           | 6            |          |                  |                  |  |  |                 |                 |
|  | Angola           | Angola           | 6            | 6        |                  |                  |  |  |                 |                 |
|  | Angola           | 27 settembre     |              | 6        |                  |                  |  |  |                 |                 |
|  | Colombia         | 3                |              |          |                  |                  |  |  |                 |                 |
|  | Colombia         | 3                | Angola       | 4        | Finale 11º posto | Finale 11º posto |  |  |                 |                 |
|  | 26 settembre     |                  | Angola       | 4        | Finale 11º posto | Finale 11º posto |  |  |                 |                 |
|  |                  | Germania         | 1            |          |                  |                  |  |  |                 |                 |
|  | Germania         | Germania         | 1            | 12       | Sudafrica        | 3                |  |  |                 |                 |
|  | Germania         |                  |              | 12       | Sudafrica        | 3                |  |  |                 |                 |
|  | Austria          | 3                |              | Germania | 6                |                  |  |  |                 |                 |
|  | Austria          | 3                |              |          | 6                |                  |  |  |                 |                 |
|  |                  |                  |              |          |                  |                  |  |  | 28 settembre    |                 |
|  |                  |                  |              |          |                  |                  |  |  |                 |                 |

#### Quarti di finale
| Namibe 26 settembre 2013, ore 15:00 UTC+1 | Svizzera | 16 – 2 referto | Uruguay | Pavilhao Arena Weliwítschia Mirabilis |

| Namibe 26 settembre 2013, ore 16:45 UTC+1 | Angola | 6 – 3 referto | Colombia | Pavilhao Arena Weliwítschia Mirabilis |

| Namibe 26 settembre 2013, ore 18:30 UTC+1 | Germania | 12 – 3 referto | Austria | Pavilhao Arena Weliwítschia Mirabilis |

| Namibe 26 settembre 2013, ore 20:15 UTC+1 | Stati Uniti | 4 – 6 referto | Sudafrica | Pavilhao Arena Weliwítschia Mirabilis |

#### Semifinali 13º - 16º posto
| Namibe 27 settembre 2013, ore 15:00 UTC+1 | Uruguay | 3 – 6 referto | Stati Uniti | Pavilhao Arena Weliwítschia Mirabilis |

| Namibe 27 settembre 2013, ore 17:45 UTC+1 | Colombia | 7 – 3 referto | Austria | Pavilhao Arena Weliwítschia Mirabilis |

#### Semifinali 9º - 12º posto
| Namibe 27 settembre 2013, ore 18:30 UTC+1 | Svizzera | 4 – 2 referto | Sudafrica | Pavilhao Arena Weliwítschia Mirabilis |

| Namibe 27 settembre 2013, ore 20:15 UTC+1 | Angola | 4 – 1 referto | Germania | Pavilhao Arena Weliwítschia Mirabilis |

#### Finale 15º - 16º posto
| Namibe 28 settembre 2013, ore 09:00 UTC+1 | Uruguay | 1 – 5 referto | Austria | Pavilhao Arena Weliwítschia Mirabilis |

#### Finale 13º - 14º posto
| Namibe 28 settembre 2013, ore 10:45 UTC+1 | Stati Uniti | 1 – 6 referto | Colombia | Pavilhao Arena Weliwítschia Mirabilis |

#### Finale 11º - 12º posto
| Namibe 28 settembre 2013, ore 12:15 UTC+1 | Sudafrica | 3 – 6 referto | Germania | Pavilhao Arena Weliwítschia Mirabilis |

#### Finale 9º - 10º posto
| Namibe 28 settembre 2013, ore 14:30 UTC+1 | Svizzera | 1 – 6 referto | Angola | Pavilhao Arena Weliwítschia Mirabilis |

## Classifica finale
|     | Squadra     | G | V | N | P | GF | GS | Diff. | Note              |
| --- | ----------- | - | - | - | - | -- | -- | ----- | ----------------- |
| 1.  | Spagna      | 6 | 6 | 0 | 0 | 41 | 10 | +31   |                   |
| 2.  | Argentina   | 6 | 5 | 0 | 1 | 30 | 12 | +16   |                   |
| 3.  | Portogallo  | 6 | 5 | 0 | 1 | 47 | 10 | +37   |                   |
| 4.  | Cile        | 6 | 3 | 0 | 3 | 19 | 27 | -8    |                   |
| 5.  | Italia      | 6 | 5 | 0 | 1 | 28 | 13 | +15   |                   |
| 6.  | Brasile     | 6 | 3 | 0 | 3 | 29 | 23 | +6    |                   |
| 7.  | Mozambico   | 6 | 3 | 0 | 3 | 20 | 24 | -1    |                   |
| 8.  | Francia     | 6 | 2 | 0 | 4 | 27 | 19 | +8    |                   |
| 9.  | Angola      | 6 | 4 | 0 | 2 | 26 | 15 | +11   |                   |
| 10. | Svizzera    | 6 | 3 | 0 | 3 | 26 | 23 | +3    |                   |
| 11. | Germania    | 6 | 3 | 0 | 3 | 31 | 17 | +14   |                   |
| 12. | Sudafrica   | 6 | 1 | 0 | 5 | 18 | 51 | -33   |                   |
| 13. | Colombia    | 6 | 2 | 0 | 4 | 26 | 27 | -1    |                   |
| 14. | Stati Uniti | 6 | 2 | 0 | 4 | 20 | 36 | -16   | Campionato B 2014 |
| 15. | Austria     | 6 | 1 | 0 | 5 | 11 | 42 | -31   | Campionato B 2014 |
| 16. | Uruguay     | 6 | 0 | 0 | 6 | 7  | 59 | -52   | Campionato B 2014 |

## Campioni
| Campione del Mondo 2013 |
| ----------------------- |
| Spagna 16º titolo       |